# 康姆航空
康姆航空是一間南非的航空公司，服務國內和國際航線，由英國航空特許經營，航空公司是寰宇一家的會員。航空公司的樞紐機場是奧利弗·坦博國際機場，重點城市是開普敦國際機場和德班國際機場。

## 歷史
航空公司成立於1946年7月14日，當時名為商業航空（英文：Commercial Air Services）。由第二次世界大戰南非空軍的AC Joubert、JMS Martin、L Zimmerman和JD Human共同創立。1948年，開始服務航線由約翰內斯堡的蘭德機場至德班，那時是使用塞斯納195。
航空公司未來數十年在增長中，在1992年，開始使用波音 737-200，同時，也曾設了一些國際航班往南部非洲，例如哈拉雷和哈博羅內。
一份與英國航空的特許經營協議被簽署於1996年和在2000年早斯開始成為英國航空的特許經營公司。在1998年7月，在約翰內斯堡證券交易所上市，航空公司擁有25%股權，其他包括有公眾（52%）、英國航空（18%）和員工（5%），在2007年3月，航空公司共有1,447名員工。
在2001年，廉價航空公司Kulula.com成立，是康姆航空全資有的子公司。
在2007年9月6日，康姆航空繼續成為英國航空的特許經營公司，有效期為11年。
2015年5月26日，海航集團旗下荷蘭的全資子公司支付1.6億南非蘭特（约合1300萬美元）獲得康姆航空集團6.2%的股份

## 目的地
康姆航空有以下目的地（截至2008年6月）：
- 國內定期航班：約翰內斯堡、開普敦、德班和伊利莎伯港。
- 國際定期航班：哈拉雷、維多利亞瀑布、毛里裘斯、利文斯通和溫得和克。

## 機隊

### 現時
截至2019年，康姆航空的機隊平均机龄为19.6年，详情如下

## 意外
- 1988年3月1日，康姆航空航班206，执飞机型为EMB-110，在約翰內斯堡墜毀，造成17人死亡[5]。

- 2006 年8月27日，康姆航空5191

- 2008年6月18日，英國航空航班6203，执飞机型为波音737-200，由約翰內斯堡飛往德班，在德班國際機場降落時，滑出跑道，全部87名乘客和6名機組人員生还[6]。

## 外部連結
- 官方網站 （页面存档备份，存于）